# معاهدة ثنائية
معاهدة ثنائية (تسمى أيضا معاهدة ذو قسمين), وهي معاهدة تتكون من طرفين من الدول ذات السيادة. هذان الطرفان قد يكونا دولتين أو منظمتان دوليتان ، أو دولة ومنظمة دولية.
وهي مشابهة للعقد ، لذلك يطلق عليها المعاهدة التعاقدية.

على سبيل المثال:
أتفاقية كامب ديفيد بين مصر و إسرائيل الموقعة في أيلول / سبتمبر 1978.

## الأطراف المعنية
يمكن أن يكون الطرفان في معاهدة ثنائية دولتين، أو منظمتيْن دوليتين، أو دولة واحدة ومنظمة دولية. من الممكن أن تتضمن المعاهدة الثنائية أكثر من طرفين؛ على سبيل المثال، كل معاهدة ثنائية بين سويسرا والاتحاد الأوروبي تحتوي على سبعة عشر طرفًا. تُقسم الأطراف إلى مجموعتين، السويسريون ("من جهة") والاتحاد الأوروبي ودوله الأعضاء ("من الجهة الأخرى"). تُنشئ المعاهدة حقوقًا وواجبات بين السويسريين والاتحاد الأوروبي ودوله الأعضاء بشكل منفصل—ولا تُنشئ أي حقوق وواجبات بين الاتحاد الأوروبي ودوله الأعضاء. 
عندما يكون الطرفان في معاهدة ثنائية دولتين مرتبطتين باتفاق دولي، يُشار إليهما عادةً بـ "الدول الأطراف". طبيعة الاتفاق بين طرفين من الدول تخضع للقواعد التي يحددها اتفاقية فيينا لقانون المعاهدات. أما الاتفاق بين دولة أو منظمة ومنظمة دولية فيخضع للقواعد التي تحددها اتفاقية فيينا لقانون المعاهدات بين الدول والمنظمات الدولية أو بين المنظمات الدولية.

## شكل المعاهدة والاتفاق

### دخول المعاهدة حيز التنفيذ
يمكن أن تدخل المعاهدة حيز التنفيذ بطريقتين. الأولى هي عندما يلتقي الطرفان بالمتطلبات المحددة لدخول المعاهدة حيز التنفيذ. والطريقة الثانية هي عندما يقرر الطرفان أن يكونا ملزمين بالمعاهدة اعتبارًا من تاريخ معين. عادةً ما تصبح المعاهدات الثنائية سارية المفعول ويتم تنفيذها بالطريقة الثانية عندما يتفق الطرفان على تنفيذ المعاهدة بدءًا من تاريخ محدد مسبقًا.

### الشكل الحديث
تتبع معظم المعاهدات تنسيقًا ثابتًا إلى حد ما منذ أواخر القرن التاسع عشر. تبدأ المعاهدة النموذجية بمقدمة، تليها المواد المرقمة التي تحتوي على مضمون الاتفاق، وتنتهي ببروتوكول ختامي.
عادة ما تسمّي المقدمة الأطراف المعنية وتصف أهدافها المشتركة من المعاهدة. قد تحتوي أيضًا على بعض السياق أو تلخيص للأحداث التي أدت إلى إبرام الاتفاق. يشمل النص المعتاد من هم الممثلون، وكيف تم التواصل بينهم، أي ملخص حول كيفية ولماذا يتمتع الممثلون بالسلطة للتفاوض نيابة عن الطرفين المعنيين.
عادةً ما يتم بدء الشروط المتفق عليها فعليًا بكلمات "تم الاتفاق على ما يلي". تشكل المواد المرقمة جسم المعاهدة، مقسمة إلى عناوين مواد تكون عادة فقرة طويلة. في معظم المعاهدات، ستوضح المواد في نهاية هذا القسم كيفية حل النزاعات المتعلقة بتفسيرات المعاهدة بشكل سلمي.

## وصلات خارجية
- موجز تمهيدي في القانون الدولي نسخة محفوظة 10 نوفمبر 2016 على موقع واي باك مشين. مع الحالات والتعليق. ناثانيل بورني، 2007.
- الموقع الرسمي للأمم المتحدة
- مسؤول القانون الدولي لموقع الأمم المتحدة
- الموقع الرسمي لمحكمة العدل الدولية